# 明州 (黔州都督府)
明州，中国唐朝时设置的州。
唐太宗貞觀二十一年（647年）招抚西赵蛮设置明州，属牂州都督府，治今贵州省贞丰县珉谷镇。唐高宗永徽三年（652年）改属黔州都督府。武则天聖曆元年（698年）明州改属庄州都督府。唐中宗景龙四年（710年）明州改属播州都督府。唐玄宗先天二年（713年）明州改属黔州都督府。唐宪宗元和二年（807年）明州改属黔州观察使。